# Championnat du Bénin de football 2016
Navigation
Édition précédente Édition suivante
La saison 2016 du Championnat du Bénin de football est la trente-septième édition de la Ligue 1, le championnat national de première division au Bénin. Après un an d'interruption, la compétition reprend ses droits sous la forme d'un championnat de transition. Comme lors de la saison précédente, aucun titre n'est décerné car la fédération suspend le championnat avant son terme, après la première phase de poules.

## Participants
- AS Dragons de l'Ouémé
- Mogas 90 FC
- Ayéma FC
- Panthères de Djougou
- AS Oussou Saka
- Requins de l'Atlantique FC
- AS Police
- Energie FC
- JA Cotonou
- ASPA Cotonou
- Tonnerre de Bohicon
- Buffles du Borgou
- USS Kraké
- ESAE FC

## Compétition

### Classement
Le classement est établi sur le barème de points suivant : victoire à 3 points, match nul à 1, défaite à 0.
| Rang | Équipe               | Pts | J  | G | N | P | Bp | Bc | Diff |
| ---- | -------------------- | --- | -- | - | - | - | -- | -- | ---- |
| 1    | ASPA Cotonou         | 24  | 12 | 7 | 3 | 2 | 13 | 7  | +6   |
| 2    | Buffles du Borgou    | 23  | 12 | 7 | 2 | 3 | 16 | 11 | +5   |
| 3    | Energie Sport FC     | 19  | 12 | 6 | 1 | 5 | 14 | 8  | +6   |
| 4    | Mogas 90 FC          | 17  | 12 | 4 | 5 | 3 | 14 | 14 | 0    |
| 5    | AS Police            | 17  | 12 | 4 | 5 | 3 | 11 | 12 | -1   |
| 6    | Panthères de Djougou | 9   | 12 | 2 | 3 | 7 | 13 | 19 | -6   |
| 7    | Tonnerre de Bohicon  | 7   | 12 | 2 | 1 | 9 | 5  | 15 | -10  |

| Rang | Équipe                     | Pts | J  | G | N | P | Bp | Bc | Diff |
| ---- | -------------------------- | --- | -- | - | - | - | -- | -- | ---- |
| 1    | USS Kraké                  | 25  | 12 | 7 | 4 | 1 | 24 | 6  | +18  |
| 2    | JA Cotonou                 | 22  | 12 | 6 | 4 | 2 | 12 | 8  | +4   |
| 3    | ESAE FC                    | 20  | 12 | 5 | 5 | 2 | 9  | 6  | +3   |
| 4    | Ayéma FCP                  | 14  | 12 | 4 | 2 | 6 | 8  | 11 | -3   |
| 5    | Requins de l'Atlantique FC | 14  | 12 | 4 | 2 | 6 | 10 | 14 | -4   |
| 6    | AS Dragons de l'Ouémé      | 13  | 12 | 4 | 1 | 7 | 9  | 17 | -8   |
| 7    | AS Oussou Saka             | 7   | 12 | 1 | 4 | 7 | 4  | 14 | -10  |

|  | Qualification pour la phase finale du championnat |
|  | Relégation directe en Ligue 2                     |
|  | T : Tenant du titre                               |

## Bilan de la saison
| Championnat du Bénin de football 2016 |                         |
| Champion                              | Championnat non terminé |
| Qualifications continentales          |                         |
| Ligue des champions de la CAF 2017    | Aucun                   |
| Coupe de la confédération 2017        | Aucun                   |
| Promotions et relégations             |                         |
| Promus en Ligue 1                     | Aucun                   |
| Relégués en Ligue 2                   | Aucun                   |